# 白齒泥炭蘚
白齒泥炭蘚（学名：Sphagnum girgensohnii）为泥炭蘚科泥炭蘚屬下的一个种。

## 扩展阅读
- 維基物種上的相關：白齒泥炭蘚